# Eriocnema acaulis
Eriocnema es un género monotípico de plantas fanerógamas pertenecientes a la familia Melastomataceae. Su única especie: Eriocnema acaulis Triana, es originaria de Brasil donde se encuentra en el Cerrado y la Mata Atlántica.

## Taxonomía
Eriocnema acaulis fue descrita por José Jerónimo Triana  y publicado en Trans. Linn. Soc. London 28(1): 23, t. 1, f. 2. [8 Dec 1871-13 Jan 1872]